# استاتر طلای مصری

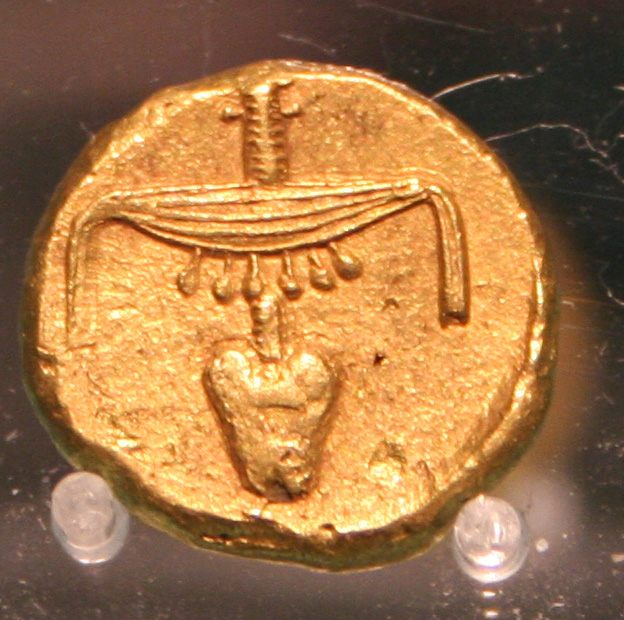
استاتر طلایی نکتانبو دوم

استاتر طلای مصری (به انگلیسی: Egyptian gold stater) اولین سکه ضرب شده در زمان سلطنت تئوس، فرعون مصر باستان است؛ که در حدود ۳۶۰ پیش از میلاد از آن به تعداد ۳۰ ضرب شده‌است.

## تحت تئوس
تئوس از استاتر طلا به منظور پرداخت حقوق مزدوران یونانی که در خدمت او بودند استفاده می‌کرد.
- استاتر طلا هم وزن دریک پارسی (۸/۳۵ تا ۸/۴۲ گرم)، با یک جغد در سمت چپ، و پاپیروس در سمت راست بود.

## تحت نکتانبو دوم
جانشین تئوس، نکتانبو دوم نیز ضرب استاتر طلا را ادامه داد هر چند سکه‌های شخصی وی بود.
- استاتر طلا هم وزن دریک پارسی (۸/۳۵ تا ۸/۴۲ گرم)، با یک اسب رقصان در سمت راست بود.